# Loan Chabanol
Loan Chabanol (Parigi, 30 dicembre 1982) è una modella e attrice francese.

## Filmografia

### Cinema
- Gigolò per caso (Fading Gigolo), regia di John Turturro (2013)
- Third Person, regia di Paul Haggis (2013)
- The Transporter Legacy (The Transporter Refueled), regia di Camille Delamarre (2015)

### Televisione
- Tales of the Walking Dead – serie TV, episodio 1x05 (2022)